# Ceršak
Ceršak este o localitate din comuna Šentilj, Slovenia, cu o populație de 693 de locuitori.